# Hranitne, Monastîrîska
Hranitne (în ucraineană Гранітне) este o comună în raionul Monastîrîska, regiunea Ternopil, Ucraina, formată numai din satul de reședință.

## Demografie
Componența lingvistică a comunei Hranitne
     Ucraineană (99,22%)
     Alte limbi (0,78%)
Conform recensământului din 2001, majoritatea populației comunei Hranitne era vorbitoare de ucraineană (99,22%), existând în minoritate și vorbitori de alte limbi.